# Variabler Prachtkäfer
Der Variable Prachtkäfer (Schlehen-Prachtkäfer, Punktschild-Prachtkäfer) ist der einzige europäische Prachtkäfer aus der Gattung Ptosima. Er wird bei Freude-Harde-Lohse noch als Art Ptosima flavoguttata geführt, laut Fauna Europaea wird er als  Unterart Ptosima undecimmaculata undecimamculata eingestuft. Der Käfer wird sieben bis dreizehn Millimeter lang.
Die Art ist wie die meisten Prachtkäfer gemäß der  Bundesartenschutzverordnung gesetzlich besonders geschützt. In der Roten Liste gefährdeter Arten Deutschlands wird die Art unter der Kategorie 2 (stark gefährdet) geführt, in Rheinland-Pfalz gilt sie als vom Aussterben bedroht.

## Bemerkungen zum Namen und zur Systematik
Die Art wurde von Herbst 1784 unter dem Namen Buprestis undecimmaculata  erstmals beschrieben. Wegen der großen Variabilität wurden später die Art oder Varietäten davon unter zahlreichen Namen veröffentlicht.
- von Illiger 1803  Ptosima flavoguttata
- von Fabricius 1775 Buprestis novemmaculata
- von Pic 1903 Ptosima brevinota, 1905 multimaculata, 1909 quadrimaculata, maculiceps, signata, aegyptiaca, viturati und notaticollis  1918 fauconetti leprieuri, lugdunensis, servillorum und intermedia, 1919 immaculata, libanensis, mediojuncta, adanensis, bimaculata und lateralis, 1920 taurusiensis
- von Villa& Villa 1833 Ptosima confusa
- von Marseul 1865 Ptosima  cyclops,
- von Demaison 1904 Ptosima intermedia
- von Voet 1806 Ptosima istria
- von Villers 1789 Buprestis sexpunctata
- von Obenberger 1926 Ptosima pici
- von Mequignon 1928 Ptosima posticebimaculata
- von Villers 1789 Buprestis sexmaculata
- von Baudi 1870 Ptosima tredecimmaculata[2]

Der Artname novemmaculāta (von lat. nóvem, neun und maculātus, gefleckt) sagt aus, dass der Käfer neun Flecken besitzt. Wie die vielen Synonyme zeigen, gibt es zahlreiche Ausnahmen. Dies betont auch das Adjektiv „variabler“ im deutschen Namen.  Auch der Artname flavoguttāta (von lat. flávus, gelb und  guttātus, betropft) legt sich nicht auf die Anzahl der gelben Flecken fest.
Die Gattung Ptosima wurde von Solier 1833 aufgestellt.
Der Gattungsname ist von altgr. πτώσιμος ptōsimos „gefallen“ abgeleitet. Er bezieht sich darauf, dass der Käfer sich bei Annäherung schnell fallen lässt.
Die Gattung Ptosima ist in Europa  mit nur einer Art vertreten, weltweit gibt es dreizehn Arten.

## Beschreibung
| Bilder des Variablen Prachtkäfers | |
|                                   | |
| Bild 4: von der Seite             | |
| Bild 1: von oben                  | |
|                                   | |
| Bild 2: von vorn                  | |
|                                   | Bild 5: Teilansicht der Unterseite rechts teilweise eingefärbt grün: Prosternalfortsatz der Vorderbrust blau: Mittelbrust ocker: Hinterbrust orange:Hinterhüften |
| Bild 3: von unten                 | |

Der Körper des Variablen Prachtkäfers ist walzenförmig, auf der Oberseite abgeflacht (Bild 1, Bild 4). Von vorn gesehen wirkt er kastenförmig (Bild 2). Er ist glänzend schwarz mit bläulichem Schimmer und gelben Flecken, die in Form und Anzahl stark variieren können. Er ist grau-weiß behaart. Kopf und Halsschild erscheinen wegen ihrer sehr feinen Punktierung etwas weniger glänzend als die Flügeldecken.
Der Kopf ist viel breiter als lang und deutlich schmäler als der Halsschild. Bei den Männchen trägt er einen gelben Stirnfleck.  Die Oberlippe ist rechteckig und vorn leicht ausgeschnitten. Die Oberkiefer sind stark gebogen und dreizähnig, ihre Innenseite oben ausgeschnitten. Das Kiefertasterendglied ist spindelförmig (In Bild 2 erkennbar). Das Endglied der Lippentaster ist kurz, walzenförmig und abgestutzt. Die Fühler sind elfgliedrig, die acht letzten Fühlerglieder nach innen stumpf gesägt. Der Hinterrand der Augen liegt nahe am Halsschild (Schläfen kurz).
Der Halsschild endet an der Basis geradlinig. Er trägt keine, zwei oder vier gelbe Flecken. Die Behaarung ist nach vorn gerichtet.
Die Flügeldecken sind an der Basis gleich breit wie der Halsschild. Hinter der Basis verlaufen sie nahezu parallel. Hinten verschmälern sie sich zunehmend. Am Ende sind sie einzeln abgerundet und fein gezähnelt. Jede Flügeldecke trägt bis zu drei größere und an der Spitze einen kleinen gelben Fleck. Diese können auch miteinander verschmelzen und müssen nicht auf den beiden Flügeldecken symmetrisch sein. Das Schildchen ist klein und rundlich, aber deutlich sichtbar.
Die Höhlen der Vorderhüften sind hinten offen. Die Vorderhüften sind durch einen Fortsatz der Vorderbrust (Prosternatlfortsatz, Bild 5, rechts grün) getrennt, der jedoch die Mittelbrust nicht überbrückt. Die Hinterhüften (Bild 5, rechts orange) liegen breit der Hinterbrust an und sind zur teilweisen Aufnahme der Hinterschenkel hinten ausgehöhlt. Die Tarsen der Beine sind alle fünfgliedrig, die Klauen sind an der Basis gezähnt.
Die ersten beiden  Abschnitte des Hinterleibs sind unten (Sternite) miteinander verwachsen.

## Vorkommen
Der Veränderliche Prachtkäfer kommt rund ums Mittelmeer (circummediteran) hauptsächlich in Südeuropa und Nordafrika vor und ist nach Osten bis in den nahen Osten verbreitet. Von Südeuropa dringt die Art bis ins Wallis vor, von Osten über Österreich und die wärmeren Gebiete von Süddeutschland bis ins südliche Rheinland. Sie sind in Deutschland  selten und stehen dort unter Naturschutz (Rote Liste geschützter Tiere Deutschlands Kategorie 2).
Auf Kreta wird er durch die Unterart Ptosima undecimmaculata metallescens (Bílý 1982) vertreten
Die Larven leben im Holz von Rosengewächsen, vor allem in Obstbäumen.

## Biologie
Wirtspflanzen sind hauptsächlich Schlehen, gelegentlich auch Weißdorn, Weichselkirsche und Kirsche und andere Obstbaumarten. Befallen werden Äste und dünnere Stämmchen in warmen und trockenen Lagen.
Bei der Eiablage auf Schlehe ziehen sich die Weibchen in den Schatten im Innern der Büsche zurück und bewegen den Hinterleib auf der Suche nach geeigneten Stellen für die Eiablage. Vermutlich werden die Eier einzeln abgesetzt.
Die Larven fressen sowohl im Splint- als auch im Kernholz, ältere Larven eher in tieferen Bereichen. Die Larvengänge verlaufen hauptsächlich in Längsrichtung der Äste, bei starkem Befall oft parallel zueinander. Die Larven stecken hufeisenförmig gekrümmt in den Fraßgängen, Kopf und Hinterleib zeigen in Fraßrichtung. Mit dem Hinterleib wird das Bohrmehl in den Gang zurück gedrückt und der Gang damit zugestopft. Junge Larven sind weißlich, spätere Larvenstadien gelblich. Die Entwicklung dauert in Deutschland zwei oder mehr Jahre. Die Puppenwiege wird vermutlich im Herbst angelegt. Dazu wird der normalerweise abgeflachte Fraßgang zu einem kreisförmigen Querschnitt erweitert und dann bogenförmig bis dicht unter die Oberfläche geführt, sodass das Ende des Gangs etwa senkrecht zur Oberfläche ausgerichtet ist. Dann zieht sich die Larve wieder ein Stück zurück und verstopft den zukünftigen Ausgang. Der frisch geschlüpfte Käfer überwintert in der Puppenkammer und verlässt sie im kommenden Frühjahr. Die Schlupflöcher sind kreisrund.
Die Käfer erscheinen im späten Frühjahr. Während der heißen Tageszeit sitzen sie auf besonnten Blättern im Außenbereich der Wirtspflanze. Gewöhnlich fliegt der Käfer nur kleine Strecken zu einem anderen Zweig. Bei Beunruhigung lässt er sich fallen. Er benagt Zweige der Wirtspflanze.